# Thyreus ceylonicus
Thyreus ceylonicus är en biart som först beskrevs av Heinrich Friese 1905. Den ingår i släktet Thyreus och familjen långtungebin.

## Beskrivning
Thyreus ceylonicus har svart grundfärg; bakkroppen har ljusblåa hårband på sidorna.

## Underarter
Arten är indelad i 7 underarter:
- T. c. andamanensis (Meyer, 1921)
- T. c. angulifer (Cockerell, 1919)
- T. c. dives Lieftinck, 1962
- T. c. lampides Lieftinck, 1962
- T. c. lilacinus (Cockerell, 1919)
- T. c. locuples Lieftinck, 1962
- T. c. nereis Lieftinck, 1962

## Utbredning
Utbredningsområdet omfattar Indien, Sri Lanka, Myanmar, Thailand, Malaysia och Indonesien.

## Ekologi
Som alla arter i släktet är Thyreus ceylonicus en boparasit, den lägger ägg i andra solitära bins äggceller, där larven lever av det insamlade matförrådet sedan värdägget eller -larven dödats. Värdarterna utgörs av solitära bin ur släktena Amegilla och pälsbin.